# 灵地镇
灵地镇，是中华人民共和国福建省三明市清流县下辖的一个乡镇级行政单位。

## 行政区划
灵地镇下辖以下地区：
瑞云社区、灵地村、灵和村、青甲村、步云村、姚坊村、杨源村、大坪村、邓家村、田中村、马寨村、坑甲村、尤坊甲村、吉龙村和古洋村。